# Marienkirchstraße 53 (Mönchengladbach)

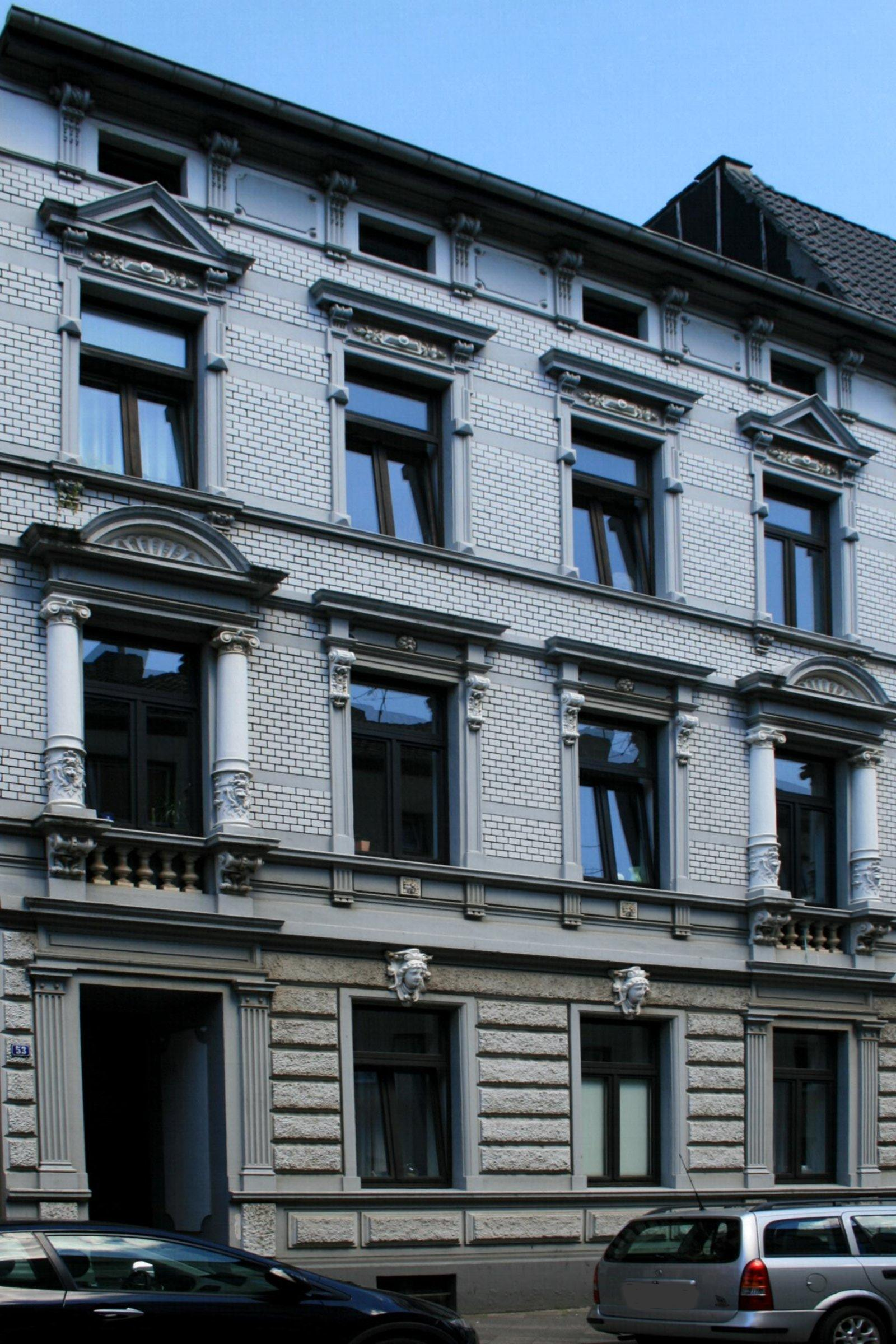
Wohnhaus (2010)

Das Wohnhaus Marienkirchstraße 53 steht im Stadtteil Eicken in Mönchengladbach (Nordrhein-Westfalen).
Das Gebäude wurde Anfang des 20. Jahrhunderts erbaut. Es wurde unter Nr. M 016 am 14. Oktober 1986 in die Denkmalliste der Stadt Mönchengladbach eingetragen.

## Lage
Das Wohnhaus Marienkirchstraße 53 liegt im Stadtteil Eicken innerhalb einer intakten Bauzeile vergleichbarer historischer Wohnhäuser.

## Architektur
Bei dem Objekt handelt es sich um ein dreieinhalbgeschossiges Traufenhaus von vier Achsen mit einem Satteldach. Das Haus wurde um 1890/1900 in Backstein gebaut. Charakteristisches, im Ensemble stehendes Miethaus der Gründerzeit, ist aus architekturgeschichtlichen und städtebaulichen Gründen erhaltenswert.